# Ceryx crawshayi
Ceryx crawshayi là một loài bướm đêm thuộc phân họ Arctiinae, họ Erebidae.